# 范努伊斯 (印地安納州)
范努伊斯（英語：Van Nuys）是位於美國印地安納州亨利縣的一個非建制地區。該地的面積和人口皆未知。